# Лебьодкіно (Моргауський район)
Лебьо́дкіно (рос. Лебёдкино, чув. Çĕмĕртлĕх, Çĕмĕртлĕх Чемей) — присілок у Чувашії Російської Федерації, у складі Ярославського сільського поселення Моргауського району.
Населення — 156 осіб (2010; 185 в 2002, 300 в 1979; 416 в 1939, 278 в 1926, 287 в 1897, 191 в 1858).

## Історія
Історичні назви — Чемей, Лебьодкін, Сюмюртліх (до 1927 року). Утворений як околоток села Архангельське (Чемеєво). До 1866 року селяни мали статус державних, займались землеробством, тваринництвом. На початку 20 століття діяла бакалійна лавка. 1929 року створено колгосп «Хошкату». До 1927 року присілок перебував у складі Ядрінської та Тораєвської волості Ядрінського повіту. 1927 року присілок переданий до складу Татаркасинського, 16 січня 1939 року — до складу Сундирського, 17 березня 1939 року — до складу Совєтського, 1956 року — до складу Моргауського, 1959 року — повернуто до складу Сундирського, 1962 року — до складу Ядрінського, 1964 року — повернуто до складу Моргауського району.

## Господарство
У присілку діють ТОВ «Агросоюз» та магазин.